# Анђела Анаконда
Анђела Анаконда (енгл. Angela Anaconda) је канадска анимирана серија коју су креирали Хуана Ферон и Сју Роуз, од којих Сју даје глас главном лику, Анђели Анаконди. Емисија је снимана од 1999. до 2005. године, у три сезоне са укупно 65 епизода. У Канади је серија премијерно приказана на Teletoon каналу, а касније и на Fox Kids и Дизни каналу. У САД, серија је приказивана на Fox Family и Starz Kids and Family, као и на Никелодиону.
Серија је синхронизована на српски језик и од 2009. године емитована на ТВ каналима Ултра и ТВ Б92, док се од 2020. године емитује на Декси ТВ у Србији, Црној Гори, Босни и Херцеговини и БЈР Македонији. Синхронизацију је радио студио Лаудворкс.

## Производња

### Концепт
Серију су креирали Хуана Ферон и Сју Роуз, као низ шортова емитованих са емисијом KaBlam!. Decode Entertainment и C.O.R.E. Digital Pictures су развили Анђелу Анаконду у серију дуже форме..

### Продукција
Емисија садржи анимацију изрезивања, у којој се ликови креирају на основу црно-белих фотографија. Продукцијски студио, C.O.R.E. Digital Pictures, користио је Elastic Reality софтвер за суперпонирање модела лица на компјутерски генерисана тела и позадине.

### Епизоде
| Сезона | Сезона | Епизоде | Оригинално приказивање | Оригинално приказивање |
| Сезона | Сезона | Епизоде | Прва епизода           | Последња епизодa       |
| ------ | ------ | ------- | ---------------------- | ---------------------- |
|        | 1      | 26      | 4. октобар 1999.       | 8. новембар 1999.      |
|        | 2      | 26      | 18. септембар 2000.    | 26. фебруар 2001.      |
|        | 3      | 13      | 17. септембар 2001.    | 29. новембар 2001.     |

## Улоге
| Име лика        | Глас              | Српски глас         |
| --------------- | ----------------- | ------------------- |
| Анђела Анаконда | Сју Роуз          | Мариана Аранђеловић |
| Џони Абати      | Ал Мукадам        | Милан Антонић       |
| Ђина Лаш        | Брјн Макаоли      | Јелена Стојиљковић  |
| Горди Рајнхарт  | Едвард Глен       | Милан Антонић       |
| Нанет Меноар    | Руби Смит-Меровиц |                     |
| Гђа. Бринкс     | Ричард Бинслејд   | Мариана Аранђеловић |

## Награде и номинације
| Година | Награда                       | Категорија                                    | Статус     | Реф.   |
| ------ | ----------------------------- | --------------------------------------------- | ---------- | ------ |
| 2000.  | Награде Енси                  | Најбољи анимирани ТВ програм                  | Освојено   | [ 17 ] |
| 2000.  | 27. додела награда Дневни Еми | Најбољи специјални разред у анимираној серији | Номинација | [ 18 ] |
| 2000.  | Награде Џемини                | Најбољи анимирани програм или серија          | Освојено   | [ 19 ] |
| 2001.  | 28. додела награда Дневни Еми | Најбољи специјални разред у анимираној серији | Номинација | [ 20 ] |